# Alexander Gerber (Informationswissenschaftler)
Alexander Gerber (* 26. April 1973 in Frankfurt am Main) ist ein deutscher Informationswissenschaftler, Publizist und Unternehmer.

## Leben und Wirken
Er ist ordentlicher Professor und Studiengangsleiter für Wissenschaftskommunikation an der Hochschule Rhein-Waal und Wissenschaftlicher Leiter des gemeinnützigen außeruniversitären Instituts für Wissenschafts- und Innovationskommunikation (inscico). Gerber ist gewähltes Vorstandsmitglied im Weltverband PCST sowie Mitglied einiger weiterer wissenschaftlicher Beiräte wie etwa des Wissenschaftsladens Bonn oder des DietBB Netzwerks für Ernährungsforschung.
Gerbers Forschung fokussiert auf eine systemische Sicht zum Verhältnis der Wissenschaft zu ihren Stakeholdern. In einem Manifest für eine „Evidenzbasierte Wissenschaftskommunikation“ argumentiert er, dass es seit Jahrzehnten auch ein Forschungsfeld Wissenschaftskommunikation gebe, das nur sehr bedingt Einfluss auf die Wissenschaftskommunikations-Praxis habe und umgekehrt. Die erste detaillierte empirische Analyse dieses internationalen Forschungsfelds wurde im Auftrag des  Bundesministeriums für Bildung und Forschung erstellt und von Gerber et al. im Frühjahr 2020 vorgelegt.
Ebenfalls im Kontext der angewandten Systemforschung stehen Gerbers Arbeiten zu Responsible Research and Innovation (RRI), etwa im Rahmen von 6 EU-geförderten Horizon-2020-Projekten seit 2015.
Gerber ist Autor der vom Stifterverband für die Deutsche Wissenschaft geförderten Trendstudie Wissenschaftskommunikation. Gerber argumentiert darin, dass digitale und kollaborative Medien eine neue Phase der Wissenschaftskommunikation bilden und den Wissenschaftsbetrieb vor bislang ungelöste systemische Herausforderungen stellen. Trotz zunehmender Sensitivität gegenüber den Interessen und Bedenken der Öffentlichkeit fokussierten sich traditionelle Wissenschaftsorganisationen weiterhin auf „Einwegkommunikation, die von personell aufgerüsteten Pressestellen an Hochschulen, Instituten und Unternehmen gespeist wird“. Während Wissenschaftsorganisationen häufig am Modell des Public Understanding of Science and Humanities (PUSH) festhielten, habe sich zugleich ein neues Paradigma der Open Science Communication etabliert, in dem Open Science, Citizen Science, Wissenschaftsblogs und kollaborative Medien eine tragende Rolle spielen.

## Veröffentlichungen (Auswahl)
- Gerber, Alexander et al. (2020): Science Communication Research: an Empirical Field Analysis. Edition innovare.  ISBN 978-3-947540-02-0.
- Gerber, Alexander & Jensen, Eric (2020): Evidence-Based Science Communication In: Frontiers in Science and Environmental Communication, FCOM 4:78.
- Gerber, Alexander (2018): How to mainstream upstream engagement. In: Journal of Science Communication, JCOM 17 (03), C06, 2018. DOI:10.22323/2.17030306.2018
- Trendstudie Wissenschaftskommunikation – Vorhang auf für Phase 5. Berlin: edition innovare, 2011. ISBN 978-3-9814811-0-5.
- Science Caught Flat-footed: How Academia Struggles with Open Science Communication. In: S. Bartling / S. Friesike (Eds.) Opening Science: The Evolving Guide on How the Internet is Changing Research, Collaboration and Scholarly Publishing. Wiesbaden: Springer. ISBN 978-3319000251.
- Vorhang auf für Phase 5. In: Dernbach, B. et al. (Hrsg.) 2012: Handbuch Wissenschaftskommunikation. Wiesbaden: Springer.
- Schluss mit der Isolationspolitik! In: Wissensbasierte Stadtentwicklung. Edition Stifterverband, Hrsg. Lisowski et al. Essen: 2011, 134–139.
- Gemeinsam Wert schöpfen. In: Archut, A et al. 2009: Handbuch Wissenschaft kommunizieren. Berlin: Raabe-Verlag.
- Gerber, A. & Neuhaus, J. (2013): Revolution mit Hindernissen. In: Wissenschaftsmanagement 4/2013